# Homogyna albicincta
Homogyna albicincta är en fjärilsart som beskrevs av George Francis Hampson 1919. Homogyna albicincta ingår i släktet Homogyna och familjen glasvingar. Inga underarter finns listade i Catalogue of Life.